# Laxus longus
Laxus longus är en rundmaskart som beskrevs av Nathan Augustus Cobb 1894. Laxus longus ingår i släktet Laxus och familjen Desmodoridae. Inga underarter finns listade i Catalogue of Life.